# Giovanni Giorgi (compositore)
Giovanni Giorgi (forse Venezia, ... – forse Lisbona, giugno 1762) è stato un compositore italiano.

## Biografia
Poco si conosce sulla sua vita; egli dichiarò in vita di essere nativo di Venezia. Nel settembre del 1719 lo troviamo a Roma, nell'abitazione di parenti trasferitisi a Ferentino, dove fu nominato maestro di cappella della Basilica di San Giovanni in Laterano, succedendo così a Giuseppe Ottavio Pitoni e successivamente, nel gennaio del 1725, fu sempre attivo con la medesima carica presso la corte di Lisbona.
I suoi lavori, molti dei quali furono composti a Roma, sono stilisticamente di transizione dal tardo barocco al primo classicismo. In essi è possibile osservare i tipici elementi della scuola romana: Giorgi tendeva ad impiegare nei propri lavori brevi ouverture strumentali, dando quindi priorità all'espressione individuale piuttosto che alla funzione liturgica.
Diversi suoi lavori, come la Missa in 16 parti "Servite Domino", risentono dell'influenza dello stile Orazio Benevoli.

## Opere
- 33 messe per 2, 4, 8 e 16 voci e strumenti
- 145 graduali per 2, 4 e 8 voci e strumenti
- 137 antifone per 2 e 4 voci e strumenti
- 152 offertori per 2, 4 e 8 voci e strumenti
- 162 salmi per 4, 5 e 8 voci e organo
- 49 inni per 4 voci
- 20 responsori per 4 e 8 voci e strumenti
- 162 mottetti per 2, 4 e 8 e strumenti
- 5 sequenze per 4 voci
- Varie lamentazioni per 8 voci
- Canone in subdiapason per 16 voci (1719 ca.)
- 5 cantate per soprano e organo
- Vari madrigali per 5 voci